# Domkerk van Frederikstad
De lutherse Domkerk van Fredrikstad (Noors: Fredrikstad Domkirke) is de hoofdkerk van het Noorse bisdom Borg, een van de jongste bisdommen in het land dat in 1969 werd afgesplitst van het bisdom Oslo.

## Geschiedenis
De kerk werd na een in 1875 uitgeschreven architectuurwedstrijd in de jaren 1879-1880 als parochiekerk naar een neogotische ontwerp van Ferdinand Waldemar Lühr gebouwd. De baksteenkerk werd in oktober 1880 als Fredrikstad Vestre kirke (Westerkerk van Fredrikstad) in gebruik genomen en biedt plaats aan 790 gelovigen. Pas na de vorming van het bisdom Borg in 1969 werd de kerk tot de status van een bisschopskerk verheven.
De kerk heeft een 72 meter hoge in de gevel geïntegreerde klokkentoren.

## Interieur
Het interieur draagt het stempel van de in de jaren 1950-1954 uitgevoerde restauratie onder leiding van Arnstein Arneberg.
De gebrandschilderde vensters werden in 1917 door de veelzijdige Noorse kunstenaar Emanuel Vigeland gemaakt. Het altaarschilderij van de verrijzenis van Christus is een werk van de kunstschilder Axel Revold; de beelden van de evangelisten, Mozes en Aäron en twee engelen zijn houtsnijwerk van Waldemar Sefsland Dahl. De kansel werd uit hout gesneden door Anthon Røvik. De kuip wordt gesierd door een beeld van Franciscus van Assisi en houtreliëfs van vogels. Het doopvont is eveneens uit 1954. De kerkbanken zijn versierd met houtreliëfs van de pelikaan, het kruis, het zwaard en druiven.
Oorspronkelijk bezat de kerk een Rieger-orgel uit 1878 met 21 registers. Het huidige orgel bezit 54 registers en werd gebouwd door Marcussen & Søn in 1964. Daarnaast is er een kistorgel van Ryde en Berg 2002 in 1964. Daarnaast is er een kistorgel van Ryde & Berg uit 2002.
De domkerk staat bekend om een goede akoestiek en wordt eveneens veel gebruikt als een concertzaal.